# Bunuri mobile din domeniul artă decorativă clasate în patrimoniul cultural național al României aflate în județul Vâlcea
Acestă listă conține bunurile mobile din domeniul artă decorativă clasate în Patrimoniul cultural național al României aflate la momentul clasării în județul Vâlcea.

## Tezaur
| Foto | Informații generale          | Detalii tehnice | Descriere | Deținător                       | Legături |
| ---- | ---------------------------- | --- | --- | ------------------------------- | -------- |
|      | Anaforniță Autor: S.T.A.O.P. | Datare: 1709, decembrie 24 Școală: Venețian Descoperit: Țara Românească Material: Argint                                                                | Este aproape plată, cu fundul foarte ușor adâncit și decorat cu o floare de bujor deschisă. Marginea este împodobită cu vrejuri de acant și flori mari de heliant, care încadrează patru medalioane. În două medalioane este reprezentat vulturul bicefal cu inițialele donatorului, iar în celelalte două câte un păun și un pelican într-un peisaj. Inscripția de danie se află pe partea exterioară.                                                 | Muzeul Județean, Râmnicu Vâlcea | Cimec    |
|      | Inel                         | Datare: Sec. XVII;1/2 Școală: Atelier transilvănean Descoperit: jud. Vâlcea, Jud. Vâlcea Material: aur                                                  | Verigă de formă ovală, ce face corp comun cu montura cu casetă, de formă ovală, în care se află fixată o piatră de culoare roșie; marginea casetei perlată; în dreapta și stânga monturii, în dreptul umerilor, două casete circulare, cu margini zimțate, în care sunt fixate două perluțe; umerii monturii, decorați cu câte patru granule. În interiorul verigii, gravate literele: I H P E S; piesa poansonată cu poanson de marcă (?) cu cifra: 3. | Mănăstirea Bistrița, Vâlcea     | Cimec    |
|      | Inel                         | Datare: Sec. XVI-XVII Școală: Atelier transilvănean Descoperit: jud. Vâlcea, Jud. Vâlcea Material: aur (14 k), turnare, cizelare, încastrare și gravare | Verigă de formă ovală, ce face corp comun cu montura cu casetă, de formă ovală în care se află o piatră ornamentală (azi lipsă); marginea casetei, cu două brâuri reliefate; fiind ornamentată cu benzi emailate, de culoare verde și negru; umerii verigii, structurați sub forma unei flori de crin în relief, ornamentată cu email negru și verde.                                                                                                   | Mănăstirea Bistrița, Vâlcea     | Cimec    |
|      | Inel                         | Datare: Sec. XVII;1/2 Școală: Atelier transilvănean Descoperit: jud. Vâlcea, Jud. Vâlcea Material: aur (14 k), turnare, cizelare, încastrare            | Verigă de formă ovală, ce face corp comun cu montura cu casetă, de formă ovală în care se află o piatră ornamentală(granat); marginea casetei, șănțuire interioară; pe umerii verigii, câte un diamant, fixat în casete ovale; la baza lor se află câte un ornament din mici șănțuiri orizontale. | Mănăstirea Bistrița, Vâlcea     | Cimec    |
|      | Brățară                      | Datare: Sec. XIX;1/2 Descoperit: jud. Vâlcea, Jud. Vâlcea Material: aur (14 k), ștanțare, ciocănire, cizelare, încastrare, gravare                      | Brățară, alcătuită din segmente cilindrice, goale la interior, cu placă centrală de închidere, ornamentată cu o rozetă dublă, de 10 petale exterioare, în care sunt fixate perle (una lipsă) și opt petale interioare, cu un rubin central, spațiul rămas liber, fiind gravat cu motive vegetale. | Mănăstirea Bistrița, Vâlcea     | Cimec    |
|      | Inel                         | Datare: Sf. sec.XIX - înc. sec. XX Școală: Atelier occidental Descoperit: jud. Vâlcea, Jud. Vâlcea Material: aur (14 k), turnare, cizelare, încastrare  | Verigă de formă ovală, cu capetele petrecute și lățite, pe care se află sudată o montură "fantesie", ajurată, în care au fost încastrate: un rubin și mai multe perle, unele lipsă. | Mănăstirea Bistrița, Vâlcea     | Cimec    |
|      | Inel                         | Datare: Sec. XVII;1/2 Școală: Atelier transilvănean Descoperit: jud. Vâlcea, Jud. Vâlcea Material: aur (14 k), turnare, cizelare, încastrare și gravare | Verigă de formă ovală, ce face corp comun cu montura cu casetă, de formă dreptunghiulară, în care se află fixat un safir albastru închis; marginea casetei, răsfrântă spre interior; pe umerii verigii, gravate, într-un chenar, motive vegetale; în interiorul verigii secundar, gravate literele: T B R. | Mănăstirea Bistrița, Vâlcea     | Cimec    |
|      | Ușă                          | Datare: Sf. sec. XV Școală: Atelier din Țara Românească Dimensiuni: 1080x560 mm Material: sculptură în lemn; policromat; ajurat                         | Canaturile sunt decorate cu un motiv din benzi împletite, realizate prin trepanare. Realizarea scenei Buna Vestire este rară în arta românească medievală, reprezentând familiarizarea meșterilor cu modele din ambianța balcanică, sârbo - macedoneană. | Muzeul Județean, Râmnicu Vâlcea | Cimec    |